# Пішки
Пі́шки — село в Україні, у Черкаському районі Черкаської області, підпорядковане Корсунь-Шевченківській міській громаді. У селі мешкає 379 людей.

## Назва
Назва села походить від горбистої місцевості, зв'язок між жителями якої можливий тільки пішки(Похилевич Л.І.). У середовищі краєзнавців побутують версії і про стомленого Богдана Хмельницького, який після Корсунської битви вирішив "пройтися пішки" і про першого поселенця на прізьвисько "Пешка".
В 19 столітті село належало до Корсунської волості Богуславського повіту Київської губернії. Певний час належало до Моринської об'єднаної Територіальної Громади. З 12 червня 2020 року увійшла до складу Корсунь-Шевченківської ОТГ (відповідно до розпорядження КМУ Про визначення адміністративних центрів та затвердження територій територіальних громад Черкаської області).

## Історична топографія
У селі є кілька "кутків". Макарівський - за іменем дуже сильного чоловіка, що жив тут.; Кобівський - на кутку проживали родини з прізвищем Коба. Вони традиційно займались столірною справою. Найбільш вправним був Кіндрат Коба, що виготовляв меблі і вироби якого користувались попитом в односільчан. При цьому майст не користувався вимірювальними приладами; На Семенівському Кутуку проживали майстири - ковалі; На перехресті сільських вулиць знаходилась Гуринова Криниця з смачною водою. Це традиційне місце зборів односельців.

## Історія

### Археологія та давня історія
Поблизу Пішок виявлено поселення трипільської культури, ранньої залізної доби та черняхівської культури. Досліджено кургани ранньо-скіфського періоду.
До часів України-Руси належить городище у західній частину села в ур. Замковище. Тут, на  річці Нехворощі, у ХІ-ХІІ століттях з метою оборони Поросся була збудована фортеця.
В центрі села виявлено овальне городище, площею 0,5 га. Збереглися залишки валу та неглибокий рів. Городище обстежувалося Третьяковим П.М. у 1946 році та Титовою О.М у 1987 році.  Це залишки давнього населеного пункту з укріпленою частиною-фортецею та навколишнім неукріпленим селищем.
Поблизу розкопано кургани тюркських кочівників.
У 1887 році під час корчування лісу був знайдений скарб давньоруських прикрас, а саме: 4 срібні сережки з біконічними намистинами, срібний перстень з овальним сердоліком, стулка бронзового енколпіона (складаного нагрудного хреста давньокняжої доби). Скарб зберігається  в київському Національному музеї історії України.

### Історія села
Село виникло в XVII столітті.
Одними з перших поселенців, за переказами старожилів, були Гончаренки що займались виготовленням гончарного посуду.
У 1834 році власниками села були графи Браницькі. Потім ним володів князь Лопухін.
У 1855 році селяни брали активну участь в антикріпосницькому повстанні під назвою Київська козаччина. Вимагаючи видати їм папір з указом, що начебто звільняє їх від кріпацтва, вони катували священика Симона Смирницького, який від цього невдовзі помер.
За даними на 1868 рік село Пішки разом з іншими селами  у князів Лопухіних придбала княгиня Кудашова К.П. (уроджена Демидова). Після реформи  в 1861 році землі, розташовані  навколо Пішок та Ситників купив пішківський поміщик Варварський Корній Свиридович, у володінні якого було понад 1800 десятин кращих  земель. Перед революцією 1917 року він 400 десятин подарував своїй дочці Олені, у якої маєток був біля станції Таганча. Селяни працювати ходили на панські економії. Деякі селяни відправлялися на заробітки в Кривий Ріг Херсонської губернії, Катеринослав та в місто Київ.
Конфісковані після 1917 року землі поміщика Варварського і його дочки Олени перейшли у володіння селян.
У 1919 році розпочалась радянська окупація. Першим головою сільської Ради був І. Х. Петренко, а в 1920 році організовано комітет незаможних селян, головою якого був П. І. Федюк.
29 листопада 1929 року селяни почали об'єднуватись в артілі, так був заснований колгосп «Червона Нива», головою якого був Василь Григорович Степаненко.
У липні 1941 році село окуповано нацистськими військами. На фронти Другої світової війни з села пішло 291 осіб, з яких 157 чоловік загинуло.
В радянський час в селі функціонував колгосп "Дружба", який з 2000 року перетворено на підприємство СТОВ "АГРОФІРМА "ДРУЖБА", опісля перетворене в агрофірму «Дружба» — філію ТОВ «НВФ «Урожай».

## Населення

### Мова
Розподіл населення за рідною мовою за даними перепису 2001 року:
| Мова       | Кількість | Відсоток |
| ---------- | --------- | -------- |
| українська | 376       | 99.21%   |
| російська  | 3         | 0.79%    |
| Усього     | 379       | 100%     |

## Культура

### Релігія
З 1776 і по 1925 рік, майже 150 років, в селі діяла дерев'яна церква Пресвятої Богородиці (49.52822983023722, 31.1160095039115). Землі мала 36 десятин.
1795 — священник Василий Александрович
1799—1819 — священник Тимофей Васильевич Александрович
1819 — пономарь Иван Федорович Нелипович (Нелепович)
1844 — священник Филимон Грушецкий
1844—1866 — дьячок Константин Иванович Нелипович
1866 — священник Иван Карпович Крижановский.
У 1925 році церкву закрили. За інформацією мешканки села Зінаїди Йосипівни Гриценко церкву розібрали після війни, десь у 1947 році, а на її місці побудували магазин.

### Освіта
У 1861 році у будинку причетника була відкрита парафіяльна школа, де 12 хлопчиків навчались за букварями. Навчання проводив священник та інші церковнослужителі, без допомоги казни. На 01.01.1900 року у Пішках крім церкви була школа грамоти.
Близько 1914 року Канівське земство збудувало у Пішках земську трикласну школу в стилі українського архітектурного модерну (УАМ). Після 1919 року у селі Пішках, як і у сусідньому селі Нехворощ в рамках кампанії "ліквідації безграмотності" були організовані лікнепи і хати читальні, де навчалося все доросле населення.
Школа спочатку була трикласною, за часів радянської влади тут було однокласне училище, потім семирічна і восьмирічна школа, а потім — лише початкова. У 1988 році школу у с. Пішки закрили.

### Культура
У 1926 році розпочала свою діяльність хата-читальня, яка знаходилася в дяковій хатині. Першим її завідувачем був Величко П. Н. В 1938 році хата-читальня була переформована в бібліотеку, яка обслуговувала читачів-односельчан до самої війни. У 1952 році в селі відбудували клуб і бібліотеку було перенесено в клубну кімнатку. З 1953 по 1985 роки Пішківською бібліотекою завідувала Видута Поліна Федорівна, яка віддала улюбленій справі усе своє життя. У 1969 році у районі розпочалася реорганізація сільських клубів у сільські будинки культури. У Пішках клуб було реорганізовано у будинок культури у 1970 році.
у Пішках є музей старовини, що розміщений в одній із кімнат сільського будинку культури (бібліотеці). Ініціатор створення такого музею — бібліотекар Ганна Семенівна Бондаренко. Саме вона назбирала експонати для експозиції — вишиті рушники, сорочки, старовинні предмети побуту, посуд, тощо.

## Пам'ятки, визначні місця

### Археологічні
- Курганна група з шести насипів на північний схід від села (державний реєстраційний № 3031)[9].
- Городище давньоруського часу в ур. Замковище прилегле селище (державний реєстраційний № 3032)[9] Вперше згадується І. І. Фундуклеєм в праці 1848 р[10]. Обстежувалось П. Н. Третьсяковим (1946 р.), М. П. Кучерою (1981 р.), О. М. Тітовою (1987 р.), А. В. Борисовим (2009 р.).

### Архітектурні
- Комплекс приміщень Земської школи (1912-14 р.?) в стилі українського архітектурного модерну. Архітектори: Дмитро Дяченко (?), Опанас Сластіон (?). Площа приміщення - 490 м.кв[11]. Площа земельної ділянки комплексу - 1,5 га. Висота стін 4 м, товщина стін до 1 м. На ділянці діюча криниця. Розміщена праворуч від дороги на с.Іванівка в північній частині села (49.534292575890724, 31.1171180875037). П-подібна в плані, одноповерхова. цегляна, на кам'яному цоколі. Стіни школи складені з жовтої нетесаної цегли, з використанням народних орнаментів. Головний вхід прикрашений двозаломною баштою з шатровим верхом. Основна споруда із вишуканим цегляним декором і різьбленими кронштейнами. Поруч розташовано мурований із кольорового каміння сарай — цілком унікальна пам'ятка українського модерну. Після закриття школи у 1988 році тут був Будинок культури та бібліотека. З 2010 року будівля пустує. Пам'ятка української національної архітектури виявлена у 2016 р. архітектором Іваном Биковим, потребує ремонту та охоронного статусу[8].

### Меморіали, пам'ятники
- Братська могила 60-ти воїнів (48-солдат, 12 офіцерів) Радянської армії. На монументі зафіксовані лише 13 імен воїнів 404 окремого кулеметного артилерійського батальйону ім. Олександра Невського 54 Трансільванського Укріпрайону (Атаманенко Михайло Матвійович 1906 р.н. с. Яблунівка[12], Вагін Порфирій Васильович, Грачов Захар Степанович, Казначаєв Іван Семенович 1918 р.н., Миронов Петро Якович, Пляшкевич Анатолій Йосипович 1917 р.н., Раскін Мусій Михайлович 1899 р.н., Сухуруков Василь Дорофійович, Хрипченко Тихін Дмитрович, Харченко Павло Павлович, Шамшур Сергій Якович 1900 р.н., Янчук Зиновій Сафранович 1902 р.н., Головізнін Іван Васильович)[13]. Монумент — Радянський воїн на поставменті у повний зріст в лівій руці опущений до низу автомат, у правій оберемок квітів.
- Монумент "Скорботна мати" - розташований в центрі села.
- Дерев'яний Хрест Пам'яті жертв голодомору 1932—1933 років на кладовищі при вї'зді у село з лівого боку.

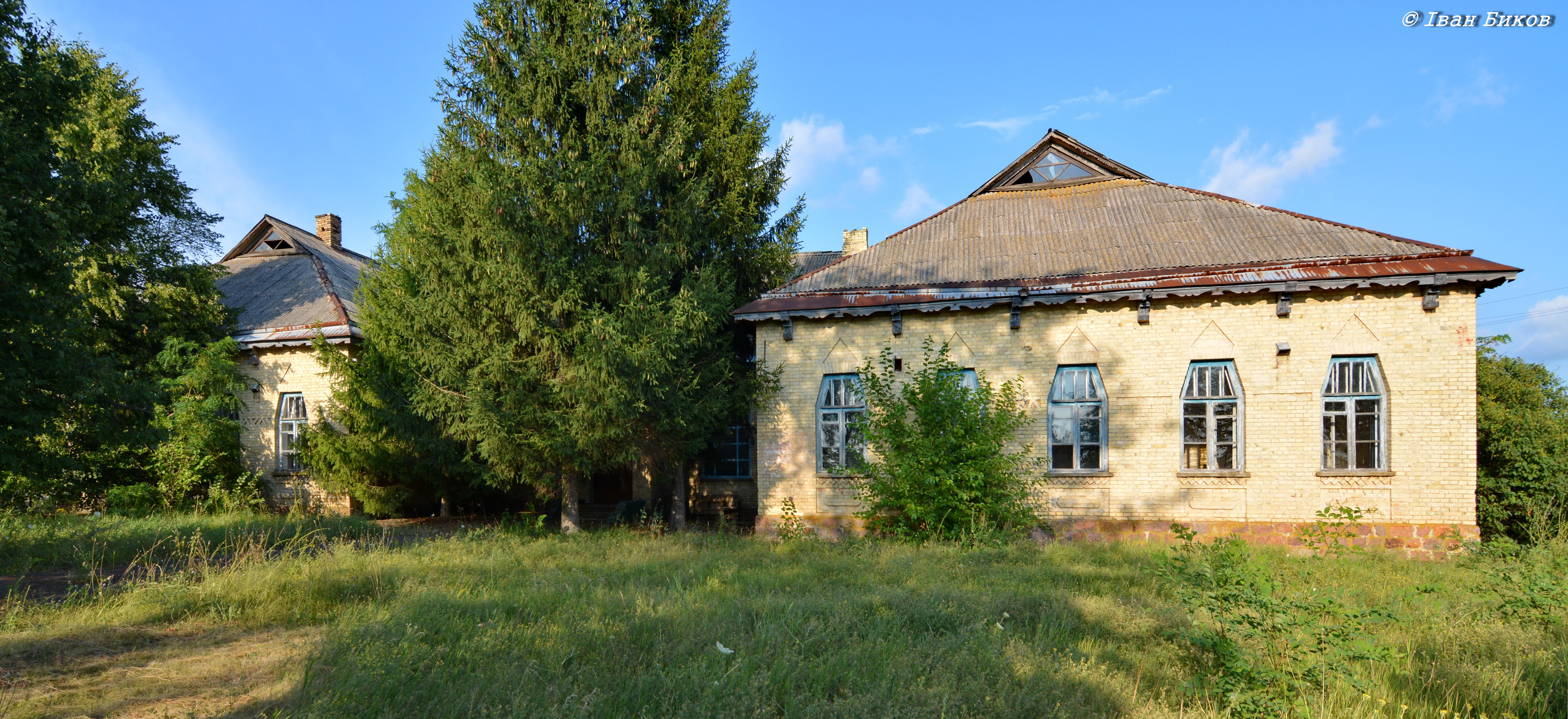
Піішки. Земська школа. Прибл. 1914 р.

## Відомі люди
КОПІЙКА Евген Данилович і Харченко Оврам Степанович жителі села, які у 1905 році служили на панцернику «Потьомкін» і  брали участь у повстанні  на ньому.
СЕРГІЄНКО Олександр Степанович, 1897 р.н., уродженець с. Пішки Корсунь-Шевченківського р-ну, українець, безпартійний. Проживав у с. Селище Корсунь-Шевченківського р-ну. Тесля. Трійкою УНКВС по Київській обл. 17 квітня 1938 р. засуджений до розстрілу. Реабілітований у 1989 р.
АНДРУШКО (Андрущенко) Нестір Гнатович, 1900 р.н., уродженець с. Пішки. Українець. Безпартійний. Освіта вища, одружений. До арешту проходив службу червоноармійцем 1-ї мінроти 14 СП 32 Сд. Арештований 7.04.1943 р. Засуджений 3.05.1943 р. ВТ 32 СД за с.58-10 ч.2 КК РРФСР до 10 р. ВТТ. Реабілітований 26.04.1991 р. військовою прокуратурою Московського ВО.
ФЕСЕНКО Василь Пилипович — уродженець села Герой Радянського Союзу. У рідному селі ім'ям Героя названа вулиця.
ХАРКОВЕЦЬ Анатолій Порфирович — Герой Радянського Союзу. Проживав у селі.